# Dictyosporium heptasporum
Dictyosporium heptasporum är en svampart som först beskrevs av Garov., och fick sitt nu gällande namn av Damon 1952. Dictyosporium heptasporum ingår i släktet Dictyosporium, ordningen Pleosporales, klassen Dothideomycetes, divisionen sporsäcksvampar och riket svampar.   Inga underarter finns listade i Catalogue of Life.